# Deinbollia fulvo-tomentella
Deinbollia fulvo-tomentella är en kinesträdsväxtart som beskrevs av Baker f.. Deinbollia fulvo-tomentella ingår i släktet Deinbollia och familjen kinesträdsväxter. Inga underarter finns listade i Catalogue of Life.